# Silvrettahorn

Panorama 360° ze szczytu Silvrettahorn (12 października 2007)

Silvrettahorn to szczyt w paśmie Silvretta, w Alpach Retyckich. Leży na granicy między Szwajcarią (Gryzonia) i Austrią (Vorarlberg). Dookoła szczytu zalegają obszerne lodowce. Na szczycie stoi duży, drewniany krzyż. Góra ta jest popularnym celem turystycznym głównie ze względu na spektakularne widoki ze szczytu. 
Pierwszego wejścia, w 1865 r., dokonali Jacot, Jegen i Schlegel. 